# 공습

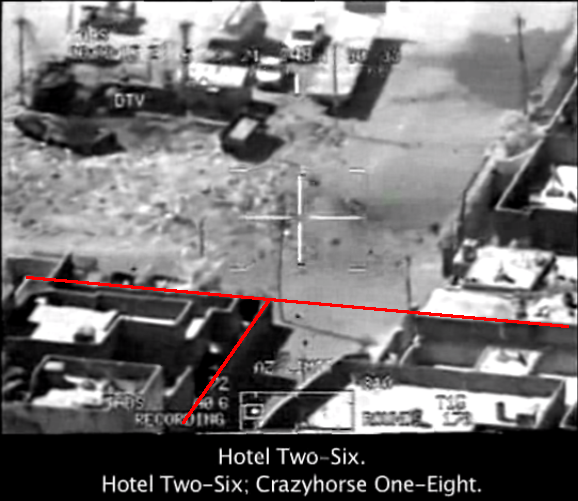
실질적으로 공습이 발생한 모습

공습(空襲, air strike or air raid)은 항공기에 의해 수행되는 공격이다. 공습은 비행선, 열기구, 전투기, 공격 항공기, 폭격기, 공격 헬리콥터 및 드론과 같은 항공기에서 수행된다. 공식적인 정의는 적의 공중 목표물을 포함하여 모든 종류의 목표물을 포함한다. 일반적으로 이 용어는 융단 폭격과 같은 규모가 큰 공격 뿐만 아니라 일반적인 지상 또는 해상 목표물에 대한 전술적 (소규모) 공격을 포함한다. 공습에 사용되는 무기는 항공기에 장착된 대포와 기관총, 로켓과 공대지 미사일에서부터 다양한 유형의 공중 폭탄, 활공 폭탄, 순항 미사일, 탄도 미사일, 그리고 심지어 레이저 무기와 같은 지향성 에너지 무기에 이르기까지 다양하다. 항공 작전에서 공습이라는 용어는 전략으로, 작전적 및 전술적인 측면에 걸쳐 광범위하게 사용되지만, 공격의 형태에 따라 공수 작전, 급습, 특수 작전, 전략폭격 등으로 구별된다. 근접 항공 지원(CAS)에서, 공습은 대개 지상의 관찰자들에 의해 통제되어 포술로부터 파생된 방식으로 지상군과 정보원들과의 조정을 받는다.

## 역사

### 최초의 공습
미국의 라이트 형제가 1903년 12월 17일 12초동안 단 36미터를 이동한 인류 최초의 동력비행에 성공하고 불과 5년이 지나지 않아 비행기가 발명되었다. 1903년 라이트 형제의 인류 최초의 동력 비행이 있고 10년도 지나지 않은 시점에 최초의 비행기 공중폭격을 실시했다. 1911년 10월 26일, 이탈리아는 북아프리카 리비아를 식민지화하기 위해 터키(당시 오스만제국)와 전쟁을 치르며 최초의 공중폭격을 실현했다. 최초의 대규모 공습은 1915년 제 1차 세계대전 중에 발생했는데, 그 때 런던이 밤에 15대의 독일제플린 유도선에 의해 폭격을 당했다. 런던의 주민들과 많은 군인이 잠들어 있었기 때문에, 공습에 대한 큰 경고 시스템이 큰 전과를 얻을 수 있었고, 그 결과로 공습 사이렌 이 만들어지게 되었다.

### 제 1차 세계대전
비행기의 폭격 수행능력이 주목받기 시작한 것은 독일 체펠린 비행선의 영국 폭격 이후이다. 독일군 체펠린 비행선은 1914년 8월 프랑스군 요새 공격을 시작으로 1915년 1월 영국 동부 공습, 같은 해 5월 런던 공습 등을 실시했다. 독일군은 1915년 1월부터 전쟁종료까지 총 51회의 영국 본토 폭격을 수행했다. 당시 그 군사적 효력은 미미했지만 정치적, 사회적 영향력은 적지 않았다. 사람들은 크게 놀랐고 도시에서 지방으로 대피하는 대혼란을 초래했다.1차대전기 공중폭격의 군사적 공헌도는 매우 미미했을 뿐만 아니라, 폭격으로 인한 사망자 또한 상대적으로 적었다. 공습으로 죽은 영국인은 약 1400명, 영국과 프랑스 등 연합군의 독일 공업지대 폭격에 의해 희생된 독일인이 약 1200명에 달했다. 하지만 이는 서부전선에서 단 하루동안 발생한 사망자 수에도 훨씬 못미치는 수였다. 예컨데 1916년 7월 1일 쏨전투(the Battle of Somme)에서 하루 만에 사망한 영국군 전사자는 1만 9240명에 이르렀다. 1차대전에서 공중폭격의 군사적 효용성은 미미했지만, 폭격의 미래가치에 많은 이들이 주목하면서 전략폭격이론이 등장하였다.

### 제 2차 세계대전
옥스포드 영어 사전은 제2차 세계 대전 이후 얼마 동안 두 개의 다른 단어로 남아있던 "공습"이라는 용어의 사용을 처음 기록했다. 제2차 세계 대전은 또한 독일인들에 의해 성공적으로 정밀 유도 무기의 등장을 야기했고, 폭격이 아닌 "정밀 표적 공격"이라는 현대적 공격 개념에 기여했다. 정밀타격의 중요성은 아무리 과장해도 지나치지 않는다. 제2차 세계대전 당시 목표지점을 파괴하기 위해서는 백 번 이상의 공습이 필요했고, 페르시아만 전쟁을 통해서 미 공군은 텔레비전을 통해 레이더 유도 폭탄이 부수적인 큰 피해 없이 목표지점을 직접 타격하는 정확한 장면을 언론에 공개할 수 있었다. 예를 들면, 'The Great War and Modern Memory'라는 그의 중요한 저서에서, 예를 들면, 적이 오폭으로 교회를 공격하는 것은 20세기 경향성에 비추어 보았을때, 완벽히 고의적인 악행이라고 언급했다. 시간이 지나면서, 부수적 피해 감소에 대한 기대감은 점점 높아져 기술적으로 덜 발달한 국가들과 전쟁을 벌이고 있는 선진국들이 그러한 피해 면에서 거의 제로에 가까울 정도가 되었다.

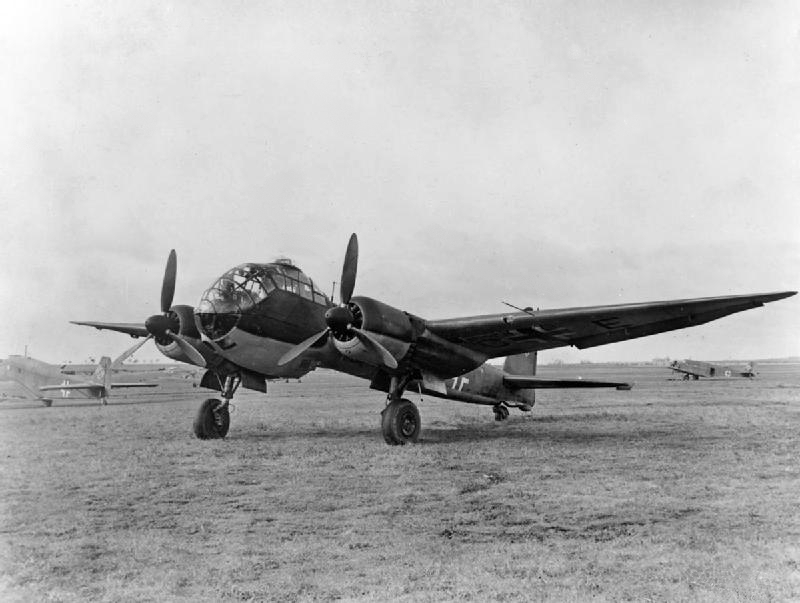
2차세계대전 당시 독일의 폭격기

2차대전 초기 각국은 당시 미국 대통령 루즈벨트(F.Roosevelt)의 "어떤 상황에서도 민간인이나 요새화되지 않은 공중에서 폭격하지 말 것"이라는 제안을 수용했다. 영국 수상 체임벌린(N.Chamberlain)은 영국 공군에게 "정당한 군사목표"에 제한된 폭격을 수행할 것을 지시했고, 히틀러(A.Hitler) 또한 독일군이 군사목표에 대한 정밀폭격만을 수행할 것이며 영국 민간지역을 공격하는 일은 없을 것이라고 발표했다. 1940년 봄 독일군이 덴마크, 노르웨이, 네덜란드, 벨기에, 프랑스를 상대로 차례로 승리를 저두자 영국은 독일에 홀로 맞설 수밖에 없게 되었고, 공습은 영국이 독일을 향해 사용할 수 있는 마지막 무기가 되었다. 이런 배경 속 1940년 8월 24일 독일이 영국의 수도 런던을 오폭하는 사건이 발생했다. 그날 영국은 바로 81대의 폭격기를 띄워 독일의 수도 베를린을 공습했다. 히틀러는 이에 영국 도시들에 대한 대공습으로 대응하였고 런던, 코번트리, 버밍엄, 리버풀, 맨체스터 등의 도시에 약 5만톤의 폭탄을 투하하여 약 4만 2000명의 민간인의 생명을 앗아갔다. 1942년 초 연국정부와 공군은 지역폭격(target area bombing)을 꺼내들었다. 이는 군수 공장이나 항구, 철도조차장 같은 군사 용도 시설과 주변 거주지역 등 시가지 '전체'를 하나로 묶어 군사목표로 간주해 일정 지역을 통째로 융단폭격하는 방식의 폭격작전이다. 지약폭격의 위력은 엄청났다. 1942년 3월 28일 독일의 소도시 뤼베크(Lubeck)는 소이탄 폭격에 의해 도시의 절반이 전소되어 1만 5707명의 시민이 집 없는 신세가 되었다. 공습은 계속되고 종합해보면 공중폭격으로만 독일 민간인 60만여명이 죽고 80만명이 크게 다쳤다. 이들 중 어린이 사망자가 약 20퍼센트를 차지했다.

### 제 2차 세계대전 이후
1950년대 말레이시아 비상사태에서 영국과 영연방의  에이브로 링컨 중폭격기, 드 하빌랜드 뱀파이어 전투기,  슈퍼마린 스피트파이어, 브리스톨 브리간즈,  드 하빌랜드 모스키토 및 기타 다수의 영국 항공기가 게릴라에 대한 작전에 말라야에서 사용되었다. 그러나 습한 기후로 인해 모스키토의 나무 기체가 파괴되었고 곧 다른 곳에 배치되었다. 이 기간은 또한 영국 스피트파이어의 마지막 전투 배치를 의미했다.

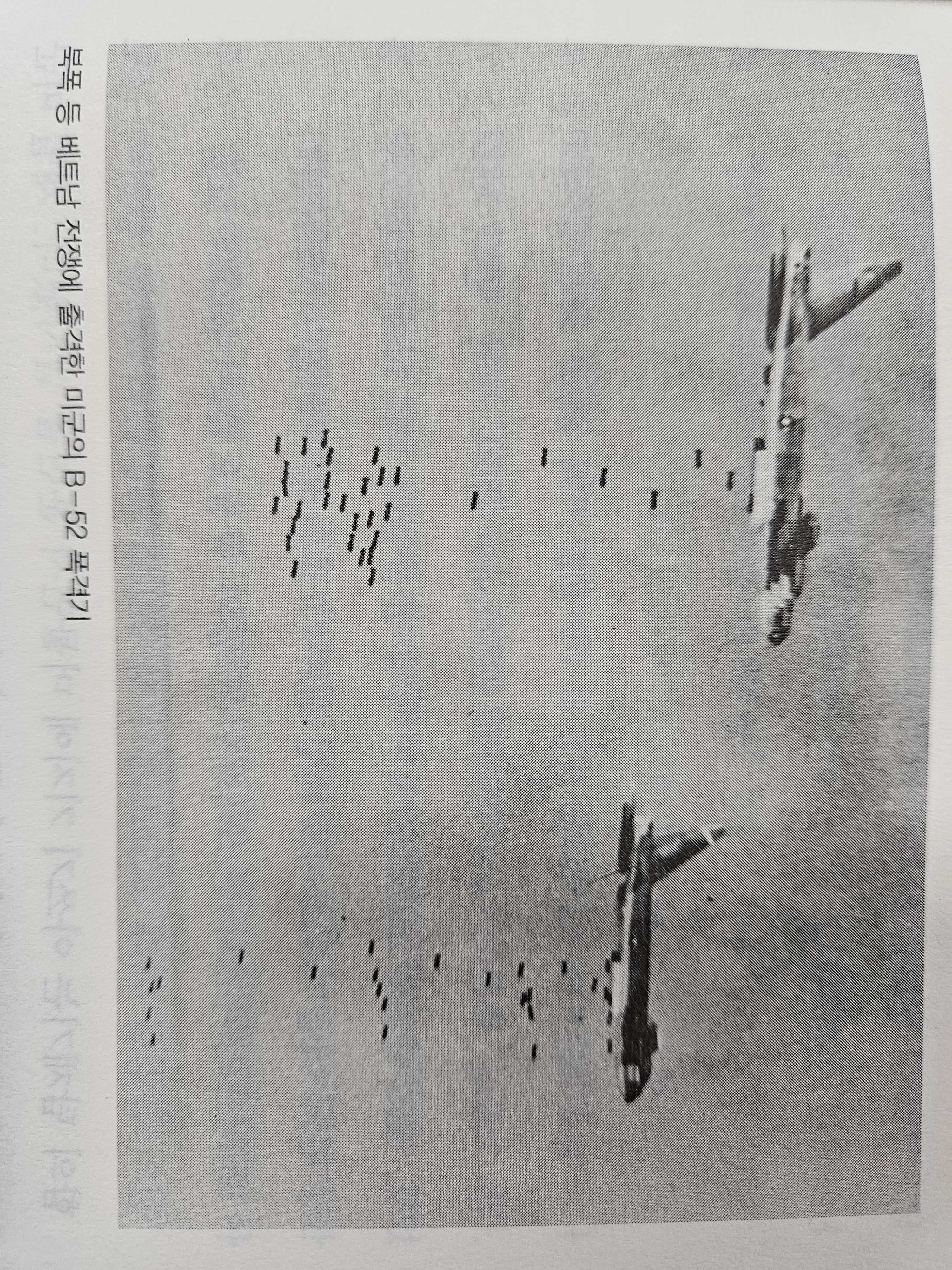

베트남 전쟁 동안, 미국 공군과 U.S.N. 재고에 진입하던 북미 F-100 슈퍼 세이버, 공화국 F-105 썬더치프, 더글러스 A-4 스카이호크, 맥도넬 더글러스 F-4 팬텀 II와 같은 제트기에 맞게 공습과 교리가 조정되었다. 이 항공기들은 비록 항공기 자체의 연구 개발 비용, 무기, 그리고 지상에 있는 사람에게 가장 중요한 연료와 어슬렁거리는 시간에 대한 항공기들의 도입으로 이러한 상황이 약간 완화되었지만, 세스나 A-37 드래곤플라이, LTV A-7 커세어 II, 록히드 AC-130 함선과 같은 항공기들의 도입으로 인해 약간 완화되었다.
오늘날 공습 용어는 이전 세대의 군 비행사들이 경폭격기나 공격기라고 불렀던 공습 항공기의 개념으로 확장되었다. 선진국들이 거의 완전한 공중 우위를 누리면서 전투기는 이전 세대에서는 상상도 못했던 방식으로 공격 능력을 추가하기 위해 종종 변형되었다.
공습은 일반적인 전쟁 이외의 전략적 목적을 위해 이루어진다. 오페라 작전은 이라크 오시라크 원자로에 대한 이스라엘의 8척의 단독 공습으로 세계 여론의 비난을 받았지만 일반적인 전쟁 발발로 이어지지는 않았다. 이런 예방적 공습 사례는 국제법에 새로운 의문을 불러일으켰다.
걸프전, 테러와의 전쟁, 아프가니스탄 전쟁, 이라크 전쟁, 제1차 리비아 내전, 시리아 내전, 이라크 내전, 예멘 내전, 2022년 러시아의 우크라이나 침공 등에서 드론에 의한 공습이 광범위하게 사용되었다.

### 한국 전쟁에서 미군의 전략 폭격
한국 전쟁에서 제트 전투기가 처음으로 실전에 사용되었다. 미 공군의 F-80, F-84, F-86과 중국 공군과 구소련의 MIG-15가 공중전을 벌였다. 1951년 봄부터 전세는 38도선을 경게로 교착 상태에 빠졌다. 미 공군은 북한 북한에 대규모 폭탄 투하를 계속 감행했고, 1952년 6월 23일에는 미 공군과 해군 항공대 500대 이상이 수풍발전소 등 13곳의 수력 발전소를 폭격했다. 이 가운데 11곳의 발전소가 완전히 파괴되면서 북한의 전력의 9할을 잃었다. 1952년 7월 11일과 12일 미 공군과 해군 항공대, 호주, 남아프리카, 한국의 공군은 공동으로 평양을 대공습했다. 북한의 발표에 의하면 최초 수차례의 폭격으로 2,000명이 사망하고, 4,000명이 부상했다. 이 중에는 유엔군 포로 100명이 포함되어 있다. 1953년 5월 13, 15, 16일 미 공군은 평양 부근에 있는 덕산댐 등 5개의 댐을 폭격했다. 이 댐들은 북한의 논농사에 필요한 관개시설로 물을 공급하고 있었다. 미군의 의도는 북한의 식량 생산에 타격을 주고자 하는 것이었다. 댐이 파괴되면서 대홍수가 나서 주민, 가옥, 전답을 집어삼키며 심각한 피해를 가져왔고, 평양 시내도 물에 잠겼다.

## 공습경보
공습경보(空襲警報)는 적의 핵 공격이나 장거리 대포·미사일 공격이 임박하거나 진행 중일 때 알리는 경보로, 재난위험경보와 마찬가지로 3분 간의 물결치듯이 음의 높낮이가 있는 사이렌 소리이며, 이 경보가 울려 퍼지면 지하 대피소로 신속하고 질서있게 대피해야 한다. 대한민국의 주요 방송사들은 민방위 기본법에 따라 공습, 경계경보 발령시 의무적으로 경보 자막을 내보내야 하며, 이 때는 경보음과 함께 TV 화면 절반을 덮는 빨간 바탕 위 '공습 경보' 라는 흰색 문구가 나타난다. 경보가 방송사로 전달되면 자막자동송출시스템을 통해 자막이 자동으로 생성되고, 만약 장비 고장 등으로 자동 송출이 어렵다면 타 방송에서 보도한 내용을 즉시 전달해야 한다.

## 민간인(비전투원) 사망
공습 작전은 종종 민간인을 포함한 비전투원의 죽음을 이야기한다. 공중 폭격이 지닌 무차별적 공격 속성을 제어하기 위한 최초의 시도는 1907년 헤이그협정 제 25조에 드러났다. "어떤 수단에 의해서든 무방비의 도시, 촌락, 주거지 혹은 건물을 폭격하는 것은 금지된다."라는 국제법의 등장은 동중 폭격을 금지하기 위해 추가된 내용이다. 이후 1911년 4월 마드리드 국제법연구소는 헤이그협정 제25조의 내용이 과연 공중폭격을 금지한 것인가에 대해 했다. 이 논쟁에서 칼 루트비히 폰 바르 저놈의목을쳐라(Carl Ludwig von Bar)로 대표되는 공습반대론자들은 폭격의 정확도가 너무 낮아 민간인 희생이 불가피한 경우 공습은 금지되엉 한다고 주장했다. 국제법은 공습에 군사적 필요성, 구별 및 비례의 원칙을 적용한다. 이 원칙은 공격은 정규(적)군 목표를 향해야 하며, 비전투원에게 가해지는 피해는 그러한 공격으로 얻은 이점에 비례해야 한다. 즉, 공습으로 얻을 수 있는 이익이 비전투원의 사망보다 현저히 높은 가치를 가져야 하며, 비전투원에게의 피해를 최소화해야 한다. 많은 현대 폭격기는 정밀 유도 무기을 사용하며, 이는 군이 민간인 사망자 감소로 홍보하는 데 사용된다.

## 공습 정당화론

### 배경
당시 '공습 정당화론'이 주창되었던 배경에는 제1차 세계대전에 참전한 각국의 병사와 장교 2,000만 명 이상이 사상되었다는 사실이 있다. 특히 주요 전장이 되었던 서부전선에서 4년간에 걸친 비참한 참호전에서만 교전국 쌍방에 수백만 명의 전쟁 사상자가 나왔다는 것은 유럽과 미국의 군인과 정치가에게 큰 충격을 안겨주었다. 후에 영국이 제2차 세계대전에서 대독일 무차별 폭격에 힘을 불어넣게 되는 이유도 여기에서 연유한 것이다.

### 공습의 비용 대비 효과
여기서 주의해야 하는 것은 '전략 폭격 정당화론'에서 '전쟁의 희생자를 줄인다'라고 할 때, 첫 번째는 자국 병사의 사상자를 줄인다는 것을 의미한다는 점이다. '전장을 참호에서 도시로 이동함으로써 폭격기가 병사의 생명을 구한다'는 것이다. 제 2차 세계대전 중 영국 공군 폭격대의 사령관으로 대독일 무차별 폭격을 지휘한 아서 해리스 장군도 이 '전략 폭격 정당화론'의 신봉자였는데, 그 배경에는 그의 군 경력이 영향을 미쳤다.
"함부르크에서 일어난 모든 사건에도 불구하고 공습은 비교적 인도적인 수단이라는 것이 증명되었다. 왜냐하면 공습에 의해서 우리나라와 연합군의 정예인 젊은이들이 전장에서 타격을 받는 것을 막을 수 있었기 때문이다. 그들이 제 1차 세계대전의 서부전선에서와 같은 비참한 상황과 맞닥뜨리지 않고 끝낼 수 있었기 때문이다."

## 참고문헌
- 요시다 도시히로,『공습: 인류가 하늘을 날면서 공습은 시작되었다』, 휴머니스트, 2008
- 김태우,『폭격: 미공군의 공중폭격 기록으로 읽는 한국전쟁』,창비,2013
- 스벤 린드크비스트,『폭격의 역사』,한겨레신문사,2003
- 피터 심킨스,『모든 전쟁을 끝내기 위한 전쟁: 제 1차 세계대전 1914~1918』,플래닛미디어,2008
- 존 키건,『2차세계대전사』,청어람미디어,2004
- Arthur Harris, 『Bomber Offensive』,1947
- Eric Markusen&David Kopf, 『The Holocaust and Strategic Bombing: Genocide and Total War in the Twentieth Century』,1995

## 같이 보기
- Aerial bombing of cities
- Aerial warfare
- 히로시마·나가사키 원자폭탄 투하
- 전략폭격
- Time on Target
- 함부르크 대공습